# Shiyan (köpinghuvudort i Kina, Jiangsu Sheng, lat 32,72, long 120,18)
Shiyan är en köpinghuvudort i Kina. Den ligger i provinsen Jiangsu, i den östra delen av landet, omkring 150 kilometer nordost om provinshuvudstaden Nanjing. Antalet invånare är 55 148. Befolkningen består av 29 243 kvinnor och 25 905 män. Barn under 15 år utgör 10,0 %, vuxna 15-64 år 70 %, och äldre över 65 år 18,0 %.
Runt Shiyan är det tätbefolkat, med 762 invånare per kvadratkilometer. Närmaste större samhälle är Dainan, 5,1 km väster om Shiyan. Trakten runt Shiyan består till största delen av jordbruksmark.
Genomsnittlig årsnederbörd är 1 148 millimeter. Den regnigaste månaden är juli, med i genomsnitt 241 mm nederbörd, och den torraste är januari, med 30 mm nederbörd.